# Johnny Belinda (1948)
Johnny Belinda is een Amerikaanse dramafilm uit 1948 onder regie van Jean Negulesco.

## Verhaal
De huisarts Robert Richardson vestigt zich op Cape Bretoneiland. Hij leert er het doofstomme meisje Belinda kennen, dat door de dorpelingen wordt geringschat. Hij ontdekt al vlug dat Belinda erg verstandig is en hij wil haar leren liplezen. Ze wordt later verkracht door de lokale bullebak Locky McCormick en raakt zwanger. De dorpelingen zijn van mening dat Belinda geen geschikte moeder is en het kind wordt toegewezen aan de verkrachter.

## Rolverdeling
| Acteur           | Personage                |
| ---------------- | ------------------------ |
| Jane Wyman       | Belinda McDonald         |
| Lew Ayres        | Dokter Robert Richardson |
| Charles Bickford | Black MacDonald          |
| Agnes Moorehead  | Aggie MacDonald          |
| Stephen McNally  | Locky McCormick          |
| Jan Sterling     | Stella McCormick         |
| Rosalind Ivan    | Mevrouw Poggety          |
| Dan Seymour      | Pacquet                  |
| Mabel Paige      | Mevrouw Lutz             |
| Ida Moore        | Mevrouw McKey            |
| Alan Napier      | Advocaat                 |

## Prijzen en nominaties
| Jaar | Prijs  | Categorie                          | Genomineerde(n)             | Uitslag     |
| ---- | ------ | ---------------------------------- | --------------------------- | ----------- |
| 1949 | Oscars | Beste film                         | Jerry Wald                  | Genomineerd |
| 1949 | Oscars | Beste regisseur                    | Jean Negulesco              | Genomineerd |
| 1949 | Oscars | Beste acteur                       | Lew Ayres                   | Genomineerd |
| 1949 | Oscars | Beste actrice                      | Jane Wyman                  | Gewonnen    |
| 1949 | Oscars | Beste aangepaste scenario          | Irma von Cube Allen Vincent | Genomineerd |
| 1949 | Oscars | Beste beste mannelijke bijrol      | Charles Bickford            | Genomineerd |
| 1949 | Oscars | Beste vrouwelijke bijrol           | Agnes Moorehead             | Genomineerd |
| 1949 | Oscars | Beste productieontwerp (zwart-wit) | Robert Haas William Wallace | Genomineerd |
| 1949 | Oscars | Beste camerawerk (zwart-wit)       | Ted McCord                  | Genomineerd |
| 1949 | Oscars | Beste montage                      | David Weisbart              | Genomineerd |
| 1949 | Oscars | Beste originele muziek             | Max Steiner                 | Genomineerd |
| 1949 | Oscars | Beste geluid                       | Nathan O. Levinson          | Genomineerd |